# El amor llamó dos veces
El amor llamó dos veces (The More the Merrier) es una comedia estadounidense del año 1943, producida por Columbia Pictures, en la que se critica con humor la escasez de alojamiento durante la Segunda Guerra Mundial, especialmente en Washington D. C. La película está protagonizada por Jean Arthur, Joel McCrea y Charles Coburn, fue dirigida por George Stevens y escrita por Richard Flournoy, Lewis R. Foster, Frank Ross y Robert Russel, a partir de "Two's a Crowd", una historia original de Garson Kanin.
En el año 1966 se hizo una adaptación, Camina, no corras, protagonizada por Cary Grant, Samantha Eggar y Jim Hutton.

## Argumento
Un millonario retirado llamado Benjamin Dingle (Charles Coburn) llega a Washington D. C. como asesor del problema de la escasez de vivienda y se encuentra con que su habitación de hotel no está lista hasta dentro de dos días. Ve un anunció que busca compañero de piso y habla con la joven Connie Milligan (Jean Arthur) para alquilar la mitad de su apartamento. Más tarde, Dingle se encuentra con el sargento Joe Carter (Joel McCrea), el cual no tiene dónde quedarse mientras espera a ser enviado al extranjero, por lo que le acaba alquilando generosamente la mitad de la mitad de su alquiler.
Cuando Connie descubre el nuevo acuerdo les ordena a ambos que se vayan, pero se ve obligada a ceder porque ya se ha gastado el dinero del alquiler de los dos hombres. Joe y Connie se sienten atraídos el uno por el otro, aunque ella está comprometida con el burócrata Charles J. Pendergast (Richard Gaines). La madre de Connie se casó por amor, no por seguridad, y Connie está decidida a no repetir su error. Dingle se encuentra con Pendergast en una comida de negocios y no le gusta lo que ve. Él decide que Joe sería una mejor pareja para su casera.
Un día Dingle va demasiado lejos leyendo en voz alta a Joe el diario privado de Connie, que incluye lo que ella piensa de Joe. Cuando se entera, ella exige que ambos se vayan al día siguiente. Dingle asume toda la culpa del incidente y Connie le permite a Joe permanecer en el apartamento ya que solo dispone de unos días antes de ser enviado a África. Joe le pide a Connie que salga con él pero ella es reacia a hacerlo en un principio, aunque decide irse si Pendergast no la llama sobre las ocho. A las ocho ella y Joe están listos para irse, pero su ruidoso vecino adolescente busca del consejo de Connie y la acaba retrasando hasta que llega Pendergast. Joe los espía a ambos desde la ventana y cuando el vecino le pregunta qué está haciendo, Joe le dice que es un espía japonés.
Dingle llama a Joe para cenar juntos. Dingle se encuentra con la pareja y finge que va a ver a Connie por primera vez, obligando a Joe a hacer lo mismo. Dingle habla con Pendergast sobre su trabajo y finalmente lo lleva a su habitación para que Connie y Joe puedan estar solos.
Joe se lleva a Connie a casa en donde los dos hablan sobre sus respectivos pasados románticos e incluso se besan. Desde sus habitaciones separadas, Joe confiesa que la ama. Ella le dice que siente lo mismo, pero se niega a casarse con él, ya que pronto se verán obligados a separarse. Su conversación se ve interrumpida por la llegada del FBI que ha sido llamado por el vecino para investigar a Joe por espionaje, por lo que Joe y Connie son llevados a la sede. Identifican a Dingle como un inquilino que puede testificar que solo son compañeros de habitación y Dingle llega trayendo consigo a Pendergast como principal testigo. Durante el interrogatorio se acaba conociendo que Joe y Connie viven en la misma casa. Cuando le piden al señor Dingle que le cuente a Pendergast que su acuerdo de vivienda es puramente inocente, él niega conocerlos.
Fuera del cuartel, Dingle admite que mintió para proteger su reputación. Tomando un taxi a casa, discuten qué hacer para evitar un escándalo. Connie se enfada cuando Pendergast piensa solo en sí mismo, y se acaban dando cuenta que otro pasajero del taxi compartido resulta ser un reportero, entonces Pendergast corre tras él para tratar de evitar que escriba sobre su situación. Dingle le asegura a Connie que si se casa con Joe se evitará la crisis y posteriormente podrían llevar a cabo una anulación rápida. La pareja sigue su consejo y se casan. Al volver a casa, Connie le permite a Joe pasar su última noche en su apartamento. Como había previsto Dingle, la atracción de Connie por Joe supera su prudencia. Fuera, Dingle levanta una tarjeta que muestra que el apartamento pertenece al señor y la señora Carter.

## Reparto
Se identifican los personajes principales y los créditos de pantalla
- Jean Arthur como Connie Milligan
- Charles Coburn como Benjamin Dingle
- Richard Gaines como Charles J. Pendergast
- Joel McCrea como Joe Carter
- Bruce Bennett como el agente del FBI Evans
- Frank Sully como el agente del FBI Pike
- Clyde Fillmore como el senador Noonan
- Stanley Clements como Morton Rodakiewicz
- Don Douglas como el agente del FBI Evans
- Henry Roquemore como el reportero del Washington Sun

## Rodaje
Con el título original, Merry-Go-Round, la fotografía estuvo presente en la película desde el 11 de septiembre hasta el 19 de diciembre de 1942, con "inserciones" adicionales rodadas a finales de enero de 1943. Trabajando bajo un contrato especial de tres películas con Columbia Studios, George Stevens completó la última función de director con El amor llamó dos veces. Las otras dos películas fueron Serenata Nostálgica (1941) y El asunto del día (1942).
Bajo el escándalo en Columbia por rechazar demasiados proyectos, Jean Arthur y su esposo Frank Ross invitaron a un amigo, Garson Kanin, a crear un vehículo para Arthur y lo pagaron de su propio bolsillo. "Two's a Crowd" de Kanin, con Robert W. Russell como coguionista, recibió el visto bueno de Harry Cohn. Otros títulos considerados incluidos: "Washington Story", "Full Steam Ahead", "Come One, Come All" y "Merry-Go-Round", que en realidad obtuvieron mejores resultados con el público. Oficiales irritados de Washington se opusieron al título e idearon elementos que sugerían "frivolidad por parte de los trabajadores de Washington". The More the Merrier (título original en inglés) fue finalmente aprobado como título de la película.

## Críticas
Bosley Crowther, periodista del The New York Times, disfrutó de El amor llamó dos veces, y calificó la película de "tan cálida y sorprendente como un rayo de sol como los que tenemos en la primavera avanzada". Felicitó a los tres protagonistas, a los escritores y al director, señalando a Coburn como "el punto principal de la película" el cual "maneja el trabajo con delicadeza". Variety lo calificó como "una pieza de entretenimiento chispeante y efervescente". Harrison's Reports escribió: "Excelente entretenimiento. La dirección magistral de George Stevens, y la excelente actuación de Jean Arthur, Joel McCrea y Charles Coburn, hacen de esta uno de las más brillantes y alegres comedias que han salido de Hollywood en muchas temporadas ". David Lardner de The New Yorker escribió: "Como es el caso de muchas comedias alocadas, ésta tiende a desarmarse un poco hacia el final, cuando se supone que todas las confusiones acumuladas se resuelven sin un sacrificio total de la lógica, pero de ninguna manera lo son. Sin embargo, mientras estas confusiones se establezcan puramente y nadie se preocupe por limpiarlas, todo estará bien ".
TV Guide lo caracteriza como "una comedia deliciosa y efervescente marcada con increíbles actuaciones" y elogia a Coburn como "nada menos que excelente, robando escena tras escena con asombrosa facilidad". Time Out Film Guide señala: "A pesar de una deriva tardía hacia el sentimentalismo, ésta sigue siendo una película sorprendentemente íntima".
Tiene una reciente calificación de 94% en la página de Rotten Tomatoes basada en 16 críticas.

## Premios
Charles Coburn ganó el Óscar al mejor actor de reparto, mientras que Jean Arthur fue nominada a la mejor actriz protagonista. Otras nominaciones incluyen mejor director, mejor película y mejor guion.